# علي بن عبد الله التبريزي
علي بن عبد الله بن الحسين بن أبي بكر الأردبيلي التبريزي «أبو الحسن» تاج الدين، من علماء الشافعية.

## نبذة
ولد في أردبيل بأذربيجان سنة 677 هـ - 1278 م، وسكن تبريز، ورحل إلى بغداد ثم مكة حاجاً، ثم انتقل إلى مصر، وأفتى وهو ابن ثلاثين سنة، وأصم في آخر عمره، ومات بالقاهرة سنة 746 هـ - 1345 م.

## من كتبه
كتب رحمه الله في التفسير والحديث والأصول والحساب، ومن كتبه:
- مبسوط الأحكام
- الكافي في علوم الحديث
- القسطاس المستقيم في الحديث الصحيح القويم
- المرقبة العليا فيمن يستحق القضاء والفتيا
- تاريخ الآندلس
- نزهة البصائر والأبصار (تناول فيه تاريخ الدولة النصرية بغرناطة)